# Carlo Luigi Giuseppe Bertero
Carlo Luigi Giuseppe Bertero (ur. 14 października 1789 w Santa Vittoria d’Alba, zm. kwiecień 1831) – włoski lekarz, fizyk i przyrodnik.

## Życiorys
Bertero studiował medycynę na Uniwersytecie Turyńskim. Pracę magisterską napisał o pochodzących z Piemontu roślinach trujących, wymiotnych i przeczyszczających. Został przyjacielem botanika Giovanniego Battista Balbisa. Przez jakiś czas po ukończeniu studiów zajmował się badaniem flory Alp i okolic Moncenisio. Latem 1816 r. postanowił zbadać nieznaną wówczas w Europie florę krajów Ameryki Środkowej. W tym celu wybrał się do Paryża, gdzie odwiedził zielniki paryskich muzeów i uczył się języka angielskiego i hiszpańskiego, następnie zaokrętował się na statku „Guadalupe” wypływającym na Antyle. Po przybyciu na wyspę Grande-Terre w Gwadelupie praktykował medycynę przez prawie dwa lata, aby zdobyć wystarczające fundusze na badania mające na celu zebranie tropikalnej flory. W 1819 r. badał lokalną roślinność na wyspie Santo Tomás (jedna z wysp Małych Antyli, w 1820 i 1821 r. na wyspach Santo Domingo i Haiti. W 1821 r. wrócił do Francji, by spotkać się z Balbisem, po czym zajął się badaniem flory Sardynii podczas wycieczek botanicznych. Postanowił zbadać florę Chile. W tym celu wziął lekcje malarstwa u P.F. Turpina. We wrześniu 1827 r. po 112 dniach podróży dotarł do Chile. Zebrał dwa tysiące okazów roślin należących do trzystu gatunków. Część tej kolekcji została dołączona do zielnika B. Delesserta w Paryżu (obecnie w Genewskim Konserwatorium Botanicznym), część została sprzedana różnym instytutom i kolekcjom w Berlinie, Kew Gardens, Nancy, Lejdzie, Turynie, Montpellier.
Z Chile Bertero udał się na wyspę Juan Fernandez z angielskim botanikiem A. Caldeleugh. Osobiście opisał rośliny, które odkrył w Chile, w El Mercurio Chileno, ale w przypadku wydarzeń politycznych publikacja uporządkowana alfabetycznie zatrzymała się na literze Q. We wrześniu 1830 r. wyjechał na Tahiti, gdzie przebywał przez kilka miesięcy dokonując badań botanicznych. Z Tahiti wypłynął statkiem do Valparaiso. Statek nie dotarł do portu przeznaczenia. Wszystko wskazuje na to, że zatonął, a wraz z nim Bertero z większością swoich zbiorów.
17 grudnia 1826 Bertero został wybrany zwykłym członkiem Akademii Nauk w Turynie. Z jego publikacji w bibliotece Turyńskiego Ogrodu Botanicznego pozostają następujące odręczne prace: In Plantas Guadalupenses animadversiones; Stirpium Portoricensium historia;  Stirpium ad Flumen Magdalena in America meridionali lectarum descriptiones (1820); Stirpes in Provincia Sanctae Marthae Continente America Australi lectae (1820-21).
W naukowych nazwach opisanych przez niego taksonów dodawane jest jego nazwisko Bertero. Jego nazwiskiem nazwano 264 gatunki roślin i grzybów.